# Piveteausaurus
Piveteausaurus ("ještěr Jeana Piveteaua") byl středně velkým dravým dinosaurem, který žil v období střední jury (asi před 164 až 161 miliony let) na území dnešní severní Francie (departement Calvados, souvrství Marnes de Dives).

## Historie a popis
Fosilie tohoto teropoda byly zobrazeny již francouzským přírodovědcem Georgesem Cuvierem v roce 1808, tehdy ale ještě nebylo známo, z jakého tvora pocházejí (dinosauři byli vědě představeni až o několik desetiletí později). Jednalo se o velkého teropoda, který možná dosahoval délky až 11 metrů.

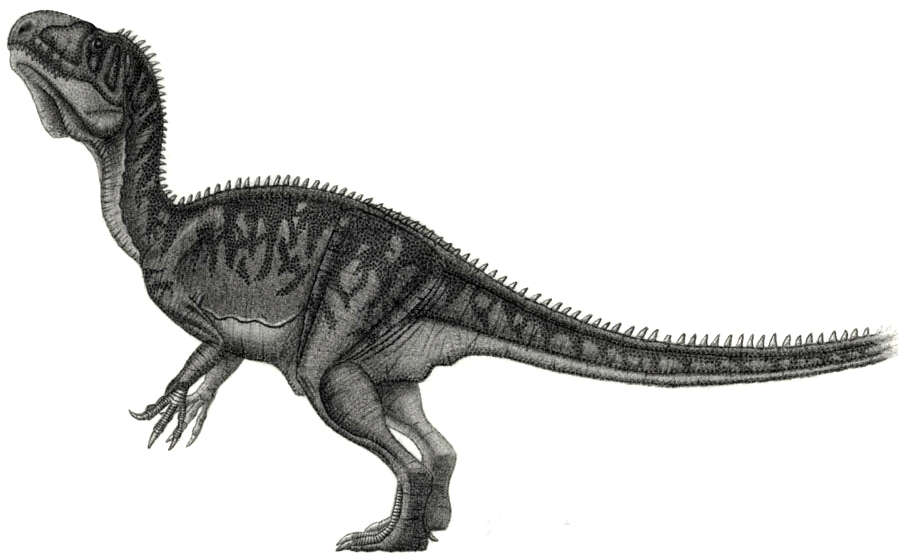
Rekonstrukce rodu Piveteausaurus

Tento teropod z čeledi Megalosauridae je dnes znám podle neúplné Fosilie lebky, objevené roku 1920 amatérským sběratelem. Holotyp, nesoucí označení MNHN 1920-7 byl v roce 1964 popsán jako Eustreptospondylus divesensis Alickem Walkerem. V roce 1977 však paleontologové Philippe Taquet a Samuel Welles lebku prozkoumali a stanovili vlastní rodové jméno Piveteausaurus, které je platné dodnes. Je poctou francouzskému paleontologovi Jeanu Piveteauovi, který v roce 1923 jako první fosilii prozkoumal.